# Memecylaceae
Classification APG II (2003)
Famille
Classification APG III (2009)
Les Memecylaceae (ou Mémécylacées en français) sont une famille de plantes à fleurs dicotylédones de l'ordre des Myrtales. Selon Watson & Dallwitz, elle comprend plus de 430 espèces réparties en sept genres :
- Lijndenia (en), Memecylon, Mouriri, Pternandra (en), Spathandra (en), Votomita, Warneckea (en).

Ce sont des arbres et des arbustes, à feuilles opposées, des régions subtropicales à tropicales.

## Étymologie
Le nom vient du genre Memecylon, issu du grec μιμημα / mimima, imitation ; il s'agit du « nom grec du fruit de l’arbutus. L'arbuste auquel la botanique moderne l'a donné ressemble à l'arbousier par son fruit en forme de baie couronnée par le calice ».

## Classification
Selon la classification phylogénétique APG II (2003), cette famille peut être optionnellement incluse dans celle des Melastomataceae.
En classification phylogénétique APG III (2009), cette famille est invalide et ses genres sont incorporés dans la famille Melastomataceae.
En classification classique de Cronquist (1981), ces plantes sont assignées à la famille Melastomataceae.